# 대한민국 헌법 제111조
대한민국 헌법 제111조는 헌법 제6장의 조항이다. 헌법재판소의 관장사항과 재판관의 임명에 관한 조항이며, 모두 4항으로 구성되어 있다.

## 본문
① 헌법재판소는 다음 사항을 관장한다.
　
1. 법원의 제청에 의한 법률의 위헌여부 심판

2. 탄핵의 심판 
　
3. 정당의 해산 심판
　
4. 국가기관 상호간, 국가기관과 지방자치단체간 및 지방자치단체 상호간의 권한쟁의에 관한 심판
　
5. 법률이 정하는 헌법소원에 관한 심판 

② 헌법재판소는 법관의 자격을 가진 9인의 재판관으로 구성하며, 재판관은 대통령이 임명한다.

③ 제2항의 재판관중 3인은 국회에서 선출하는 자를, 3인은 대법원장이 지명하는 자를 임명한다 

④ 헌법재판소의 장은 국회의 동의를 얻어 재판관중에서 대통령이 임명한다.

## 내용
- 헌법재판소가 사법부로서 관장하는 헌법재판의 종류를 5가지로 규정하고 있다.
  - 위헌법률심판
  - 탄핵심판
  - 정당해산심판
  - 권한쟁의심판
  - 헌법소원심판

- 헌법재판소장 및 재판관의 구성 및 임명에 관한 부분을 규정하고 있다.

## 같이 보기
- 대한민국 헌법 제6장
- 헌법재판
- 전효숙 헌법재판소장 임명에 관한 인사청문회